# Radio 4U
Radio 4U – nieistniejąca już ukraińska sieć rozgłośni radiowych należąca do grupy medialnej RMF. Radio nadawało dla czterech miast zachodniej Ukrainy: Lwowa, Tarnopola, Iwano-Frankiwska i Nowowołyńska. We Lwowie Radio 4U miało swoją siedzibę.
Radio 4U rozpoczęło nadawanie 5 lutego 2009. W lwowskim eterze zastąpiło Radio Man, zakupione przez Grupę RMF w 2004 roku. Radio kierowało program do osób w wieku 25-39 lat i nadawało w formacie muzycznym AC (Adult Contemporary).
25 września 2009 Grupa RMF sprzedała Radio4U prywatnemu inwestorowi ukraińskiemu. Powodem sprzedaży było załamanie na ukraińskim rynku reklamowym i niepewna przyszłość ekonomiczno-polityczna tego kraju. Radio przestało funkcjonować w październiku 2009.
Linerem radiostacji było hasło "Najlepsza muzyka dla Ciebie". Serwisy informacyjne pojawiały się co godzinę. Ośmiokrotnie w ciągu doby prezentowane były serwisy lokalne – także drogowe. Strona internetowa znajdowała się pod adresem http://www.radio4u.com.ua.